# Галата (родовище)
Галата — офшорне газове родовище, розташоване у болгарському секторі Чорного моря за три десятки кілометрів на південний схід від Варни. Перше офшорне родовище Болгарії.

## Характеристика
Родовище відкрили у 1993 році внаслідок спорудження напівзанурюваним буровим судном Ocean Liberator свердловини Galata-1, закладеної в районі з глибиною моря 35 метрів. Вона була пробурена до глибини 2650 метрів та виявила поклад газу із показником на тестуванні у 1 млн м3 на добу у відкладеннях среднього міоцену (за іншими даними — еоцену), хоча й закладалась для перевірки наявності вуглеводнів у пісковиках валанжинського ярусу. Втім, споруджена невдовзі оціночна свердловина Bogdanov East-1 виявилась сухою. Нарешті, у 1996-му інша оціночна свердловина Galata-2 потрапила у інтервал товщиною 23 метра у вапняках палеоцену та пісковиках маастрихтського ярусу, які на тестуванні показали результат 1,13 млн м3 на добу.
Родовище відкрив консорціум OMV, Enterprise Oil та Texaco, оператором у якому виступала остання. Втім, через малі ресурси — по завершенні розвідки вони оцінювались у 1,4 млрд м3 — він не узявся до його розробки, й у підсумку в першій половині наступного десятиліття цим зайнялась британська Melrose Resources.
Первісно планувалось відбуксирувати до Чорного моря та встановити тут платформу Camelot B, яка до того використовувалась для розробки розташованого у Північному морі газового родовища Камелот. Втім, у підсумку облаштування Галати здійснили за допомогою виготовленої у Варні триопорної платформи для розміщення фонтанних арматур, опорна основа (джекет) якої важила 250 тон, а надбудова для обладнання (топсайд) — 160 тон. Її монтаж провів у жовтні 2003-го плавучий кран великої вантажопідйомності Stanislav Yudin. Платформа повинна була працювати як дистанційно керована та не мала навіть майданчику для гелікоптерів (у випадку необхідності доставка сюди фахівців здійснювалась катерами з Варни). Для видачі продукції проклали газопровід довжиною 22 км та діаметром 350 мм, який завершувався на береговій установці поблизу Варни (на платформі знаходився лише невеликий комплект обладнання для зневоднення). Подальше транспортування підготованого ресурсу до національної газотранспортної мережі відбувалось по трубопроводу довжиною 58 км та діаметром 300 мм, який прямував у район Провадії (через останній проходить найбільший елемент болгарської ГТС — Транзитний газопровід).
Буріння двох видобувних свердловин здійснила українська самопідіймальна установка «Таврида».
Враховуючи незначні запаси, розробка родовища відбувалась шляхом їх швидкого спрацювання. Першу продукцію з Галати отримали навесні 2004-го і у 2006-му досягли пікового показника на рівні 1,7 млн м3 на добу (всього того року видобули 0,51 млрд м3). При цьому у січні 2006-го для компенсації падіння пластового тиску запустили перший компресор, а у 2007-му став до ладу другий. З метою економії на капітальних вкладеннях компресорне обладнання розміщували не в морі, а на береговому терміналі. Незважаючи на його запуск, видобуток став швидко падати і припинився в 2015-му.
Окрім слотів для трьох свердловин, встановлена на Галаті платформа припускала підключення двох газопроводів від інших родовищ, якими стали відкриті у другій половині 2000-х Каварна та Каліакра (крім того, інфраструктуру Галати збираються використати для розробки третього родовища Каварна-Схід). 
Існують плани перетворення виснаженого родовища на підземне сховище газу.